# Centro de Seleção de Candidatos às Escolas de Administração
O Centro de Seleção de Candidatos às Escolas de Administração, mais conhecido por sua sigla Cescea, foi uma instituição criada em 1967 para unificar os exames de seleção de três instituições de ensino superior no Estado de São Paulo: Faculdade de Ciências Econômicas, Contábeis e Atuariais da PUC-SP; Faculdade de Ciências Econômicas da FAAP; e Faculdade de Ciências Econômicas e de Administração da USP, a FEA-USP. Ele veio se seguir ao Cescem, criado em 1964 para a área médica. Em 1969 criou-se também o Mapofei, para a área de exatas. Os três exames foram unificados em 1975, dando origem à Fuvest.